# Departament de Chontales
El Departament de Chontales és un departament de Nicaragua. La seva capçalera departamental és la ciutat de Juigalpa.

## Toponímia
El departament de Chontales es deriva del vocable indígena nàhuatl chontalli, que significa "poble de fora o estranger". No eren els habitants originaris de la regió, sinó un poble estranger que emigrà a aquestes terres en el 1300. Abans d'aquesta data, Chontales es considerava com una regió perifèrica a la Gran Nicoya, on tenien relacions comercials i intercanvi de ceràmica; aquests eren els anomenats nahues o asteques, tribus mexicanes que van emigrar del nord de Centreamèrica; i que ens van heretar els seus déus, economia i alimentació a força de blat de moro. Són els habitants de la Gran Nicoya i els espanyols que en els anys 1300 - 1500 denominen amb el nom despectiu de chontals a aquesta migració del 1300 que portaven una cultura rústica, inferior a la de les tribus mexicanes i la Gran Nicoya. Possiblement aquest grup era de mexicans de cultura Maia de Tabasco o d'Oaxaca. Les nacions mexicanes i espanyols consideraven als chontals com a bàrbars o forasters, tot i ser ells usurpadors de la terra.

## Municipis
1. Acoyapa
2. Comalapa
3. El Coral
4. Juigalpa
5. La Libertad
6. San Francisco de Cuapa
7. San Pedro de Lóvago
8. Santo Domingo
9. Santo Tomás
10. Villa Sandino